# Santiuste de Pedraza
Santiuste de Pedraza település Spanyolországban, Segovia tartományban. Santiuste de Pedraza Pedraza, Aldealengua de Pedraza, Torre Val de San Pedro, Pelayos del Arroyo, Turégano, Cubillo és Arahuetes községekkel határos. Lakosainak száma 85 fő (2024).

## Népesség
A település népessége az elmúlt években az alábbi módon változott:
| Lakosok száma | 102  | 119  | 122  | 116  | 122  | 116  | 99   | 92   | 80   | 85   |
|               | 2001 | 2004 | 2007 | 2009 | 2012 | 2014 | 2017 | 2019 | 2022 | 2024 |